# جورج لوسيل
جورج لوسيل (مواليد 1 يونيو 1957) هو مبارز بالسيف نمساوي، مثّل بلاده في الألعاب الأولمبية الصيفية 1984.

## روابط رياضية
جورج لوسيل على موقع أوليمبيديا (الإنجليزية)